# Mikecrack
Mikecrack (* 27. März 1993; bürgerlich Miguel Bernal Montes) ist ein spanischer YouTuber, Computeranimator und Sänger, der für seine Let’s Plays von Videospielen sowie seine Animationen und Musikparodien bekannt ist. 

## Leben
Nachdem er vier Jahre lang an der Zauberschule von Juan Tamariz studiert hatte, startete Bernal 2009 einen YouTube-Kanal, auf dem er Zaubertricks hochlud. Später verließ er diesen Kanal, um an einer Universität Biomedizintechnik zu studieren. Er machte 2015 seinen Abschluss dort. Während seines Masterstudiums im Februar 2016 lud er sein erstes Video auf seinem neuen YouTube-Kanal (Mikecrack) hoch, der sich auf Gaming-Inhalte konzentrierte.
Bernals Kanal konzentriert sich hauptsächlich auf Videos rund um das Videospiel Minecraft; Er lädt auch Musikparodien und animierte Videos hoch. Ein herausragender Aspekt seiner Videos ist seine On-Screen-Persönlichkeit namens Mike, eine animierte Hundefigur, die in ihrer Ähnlichkeit dem Jake the Dog aus Adventure Time ähnelt.
Im Jahr 2020 wurde Bernal von Forbes in die Liste der 100 besten Influencer Spaniens des Jahres aufgenommen.
2021 überschritt er die 30 Millionen Abonnenten und wurde zum drittgrößten Kanal in Spanien. Er schuf auch eine originelle Zeichentrickserie namens „Las Perrerías de Mike“. Am 30. Juli 2023 übertraf er die Abonnenten von elrubiusOMG und wurde so der meistabonnierte Kanal in Spanien überhaupt. Am 7. Februar 2024 stieg er in die Liste der 50 meistabonnierten YouTube-Kanäle ein. Er gilt als meistabonnierter Animator auf YouTube.

## Auszeichnungen
- Streamy Awards 2020: Nominiert[11]
- Streamy Awards 2021: Nominiert[12]